# 長山古寺
22°31′45″N 114°10′32″E / 22.529215°N 114.175613°E

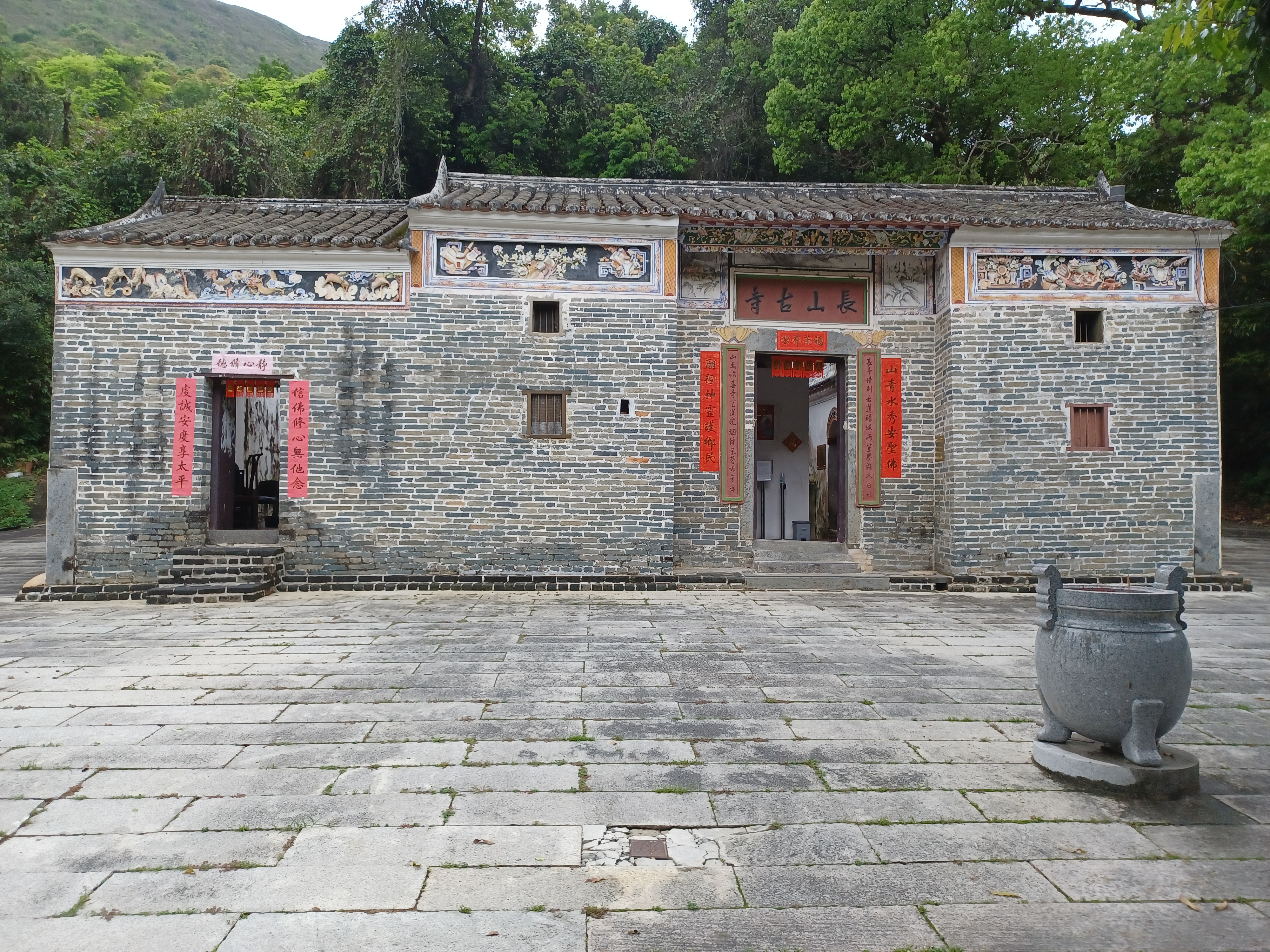
長山古寺

長山古寺是香港一座寺廟，位於新界粉嶺坪輋，現存結構建於清朝同治7年（1868年），於1998年起成為香港法定古蹟。

## 歷史
長山古寺於乾隆54年（1789年）由打鼓嶺區的村落共同興建，原名長生庵，供奉佛祖、觀音及地藏王。寺廟對出的山徑當時是來往沙頭角的必經之路，所以長山古寺也一度作為旅客中途歇腳的地方，並供應茶水。
清朝同治7年（1868年），長山古寺重建，改為現時的兩進式設計。

## 外部連結
- 康樂及文化事務署 - 坪輋長山古寺